# KZKT-7428
KZKT-7428坦克運輸車（火炮牽引車）是MAZ-537的後繼車型。它可以在越野狀態下牽引載重70噸的半掛車。它於1990年開始在當時的前蘇聯服役。
该车由一台YaMZ-8401.10-14  V型排列12氣缸柴油發動機提供动力，功率为650马力，位于驾驶室后方。它可在-50至+ 50°C之间，于各种气候条件下越野行进。整备质量为23.7吨，最大速度为每小时65千米。